# Орта-Кесек-Отаркой
Орта́-Кесе́к-Отарко́й (укр. Орта-Кесек-Отаркой, крымскотат. Orta Kesek Otarköy, Орта Кесек Отаркой) — упразднённое село в Севастопольском горсовете Севастополя, включённое в состав Фронтового, сейчас восточная часть села.

## История
Судя по названию — Орта-Кесек-Отаркой, что переводится, как Средняя часть Отаркоя — в последний период Крымского ханства это был всего лишь участок большой деревни Отаркой, но уже в Камеральном Описании Крыма… 1784 года, в Мангупском кадылыке Бахчисарайского каймаканства значатся рядом 2 деревни Отар. После присоединения Крыма к России (8) 19 апреля 1783 года, (8) 19 февраля 1784 года, именным указом Екатерины II сенату, на территории бывшего Крымского Ханства была образована Таврическая область и деревня была приписана к Симферопольскому уезду. После Павловских реформ, с 1796 по 1802 год, входила в Акмечетский уезд Новороссийской губернии. По новому административному делению, после создания 8 (20) октября 1802 года Таврической губернии, Орта-Кесек-Отаркой был включён в состав Чоргунской волости Симферопольского уезда.
По Ведомости о всех селениях в Симферопольском уезде состоящих с показанием в которой волости сколько числом дворов и душ… от 9 октября 1805 года, в Орта-Кисеке насчитывалось 20 дворов, в коих проживали 102 человека крымских татар и 39 цыган. На военно-топографической карте генерал-майора Мухина 1817 года в одной общей деревне Отаркой обозначено 45 дворов. После реформы волостного деления 1829 года Орта кисек Отаркой, согласно «Ведомости о казённых волостях Таврической губернии 1829 года», отнесли к Дуванкойской волости (преобразованной из Чоргунской). На карте 1835 года в деревне 24 двора,на карте 1842 года Ортакесек Отаркой обозначен также с 24 дворами.
В 1860-х годах, после земской реформы Александра II, деревня осталась в составе преобразованной Дуванкойской волости. Согласно «Списку населённых мест Таврической губернии по сведениям 1864 года», составленному по результатам VIII ревизии 1864 года, Орта-Кисек-Отаркой — владельческая татарская деревня с 37 дворами, 145 жителями и мечетью при реке Бельбеке. На трёхверстовой карте Шуберта 1865—1876 года в деревне Отар-Кисек-Отаркой обозначено 33 двора. На 1886 год в деревне Орта-Киссек-Отаркой, согласно справочнику «Волости и важнѣйшія селенія Европейской Россіи», проживало 257 человек в 53 домохозяйствах, действовали мечеть и лавка В «Памятной книге Таврической губернии 1889 года», по результатам Х ревизии 1887 года, в деревне Орта-Кисек-Отаркой числилось 59 дворов и 315 жителей. На верстовой карте 1889—1890 года в деревне 45 дворов и татарским населением.
После земской реформы 1890-х годов деревня осталась в составе преобразованной Дуванкойской волости. Согласно «…Памятной книжке Таврической губернии на 1892 год», в деревне Орта-Кисек-Отаркой, входившей в Дуванкойское сельское общество, числилось 323 жителя в 57 домохозяйствах, владевшие 766 десятинами земли. По «…Памятной книжке Таврической губернии на 1902 год» в деревне Орта-Кисек-Отаркой, входившей в Дуванкойское сельское общество, числилось 334 жителя в 46 домохозяйствах. В 1913 году в деревне велось строительство мектеба. По Статистическому справочнику Таврической губернии. Ч.II-я. Статистический очерк, выпуск шестой Симферопольский уезд, 1915 год, в деревне Орта-Кисек-Отаркой Дуванкойской волости Симферопольского уезда числилось 75 дворов с татарским населением в количестве 560 человек приписных жителей и 12 — «посторонних», из которых 315 мужчин и 245 женщин. Жители владели 630 десятинами удобной земли. В хозяйствах имелось 80 лошадей, 14 волов, 40 коров и 360 голов мелкого скота.
После установления в Крыму Советской власти, по постановлению Крымревкома от 8 января 1921 года была упразднена волостная система и село вошло в состав Бахчисарайского района Симферопольского уезда (округа), а в 1922 году уезды получили название округов. 11 октября 1923 года, согласно постановлению ВЦИК, в административное деление Крымской АССР были внесены изменения, в результате которых был создан Бахчисарайский район и село включили в его состав. Согласно Списку населённых пунктов Крымской АССР по Всесоюзной переписи 17 декабря 1926 года, в селе Орта-Кесек-Отаркой, Биюк-Отаркойского сельсовета Бахчисарайского района, числилось 93 двора, все крестьянские, население составляло 366 человек (176 мужчин и 190 женщины). В национальном отношении учтено: 357 татар и 9 русских. По данным всесоюзной переписи населения 1939 года в селе проживало 218 человек. В дальнейшем в доступных источниках не встречается — возможно, пережив войну — в 1941 году через село проходила первая линия обороны города и депортацию в 1944 году оставшихся крымских татар, опустевшее село слили с таким же опустевшим Биюк-Отаркоем с названием Отаркой (далее в документах не встречается).

### Динамика численности населения
| - 1805 год — 102 чел. - 1864 год — 145 чел. - 1886 год — 257 чел. - 1889 год — 315 чел. - 1892 год — 323 чел. | - 1902 год — 334 чел. - 1915 год — 560/12 чел. - 1926 год — 366 чел. - 1939 год — 218 чел. |